# Frank Elgar
Frank Elgar, de son vrai nom Roger Lesbats, est un journaliste et critique d'art français né à Blaye, dans la Gironde, France, le 21 juillet 1899 et mort le 15 juin 1978 dans le 12e arrondissement de Paris.

## Biographie
Frank Elgar commence sa carrière de journaliste en tant que rédacteur pour Le Populaire de Nantes et animateur de la revue Nantes le Soir. Il est plus tard secrétaire général de la rédaction du Populaire de Paris.
Avant d'être le critique du Parisien libéré, Frank Elgar avait collaboré à l'hebdomadaire Carrefour. Il a été aussi gérant de la revue de cinéma l'Objectif.
Frank Elgar publie aussi aux Éditions Hazan des livres sur Paul Cézanne, Fernand Léger, Pablo Picasso et Vincent van Gogh. Il est aussi un des deux rédacteurs du grand Dictionnaire des peintres publié par Hazan.

## Œuvres

### Livres
- Szobel, Édition Galerie de France, Paris, 1947
- Van Gogh, peintures, Paris, Éditions du Chêne, 1948
- Le pont de l'Anglois de van Gogh, Paris, Le Musée des chefs-d'œuvre, 1948
- Léger, peintures 1911-1948, Paris, Éditions du Chêne, 1948
- Gauguin, Bibliothèque Aldine des arts, vol.7, Paris, Fernand Hazan, 1949
- Ingres, Paris, Éditions du Chêne, 1951
- Miró, Paris, Fernand Hazan, 1953
- Picasso et Fernand Léger|Léger: deux hommes, deux mondes, Paris, Les amis de l'art, 1954
- Picasso, Paris, Fernand Hazan, 1955[3]
- Résurrection de l'oiseau; illustré par des lithographies originales de Georges Braque, Paris, Maeght, 1958. 136 pages
- Braque: 1906-1920, Paris, Fernand Hazan, 1958
- Van Gogh[4], Paris, Hazan, 1958
- Gris: natures mortes, Petite encyclopédie de l'art, vol. 35, Paris, Fernand Hazan, 1961
- Degas Courses, Paris, Hazan, 1965
- Prins: peintures, pastels et dessins, Paris, Éditions du Chêne, 1966
- Jean de Botton, Paris, Georges Fall, 1968
- Cézanne, Paris, A. Somogy, 1968
- (en) Mondrian, traduit par Thomas Walton, New York, Praeger, 1968
- (en) Van Gogh; a study of his life and work, traduit par James Cleugh, New York, Praeger, 1968
- Poleo, Caracas, Ed. Armitano, 1970
- Dictionnaire de Poche: L'impressionnisme, (avec Raymond Cogniat), Paris, Fernand Hazan, 1972
- Montanier, Mus Edepoche, 1973
- Bores: Peintures De 1927 A 1971, Paris, Villand Et Galanis, 1975
- Aguero, Paris, Barroux, 1975
- (en) The Post-impressionists, Oxford, Phaidon, 1977
- Cent Ans de Peinture Moderne, Fernand Hazan Editeur, 1979

### Revues

#### Derrière le miroir (DLM),Maeght Éditeur, Paris
- Pierre Pallut in Derrière le miroir no 9, avril 1948, pages 4–5
- Arnal in Derrière le miroir no 22, avril 1949, page 3
- Adam in Derrière le miroir no 24, décembre 1949, pages 4–5
- Geer van Velde in Derrière le miroir no 51, pages 6–7, novembre 1952
- Calder in Derrière le miroir no 69-70, octobre-novembre 1954, pages 7 et 10
- Résurrection de l'oiseau in Derrière le miroir no 117, novembre 1959, page 13
- Ce qui prime dans l'art de Braque in Derrière le miroir no 144-145-146, mai 1964, page 66

#### XXesiècle- Nouvelle série, Paris
- Tendances actuelles de la peinture française, in XXe siècle, Nouvelle série, no 1 (double) , juin 1951, Nouveaux destins de l'art, 78p.
- Une conquête du cubisme, le papier collé, XXe siècle, Nouvelle série, no 6 (double), janvier 1956, Le papier collé du cubisme à nos jours, 60p.
- Édouard Pignon, XXe siècle. Nouvelle série, no 7 (double), juin 1956, Dix années d'art contemporain (1945-1955), 87p.
- Sculptures-architectures de Adam, XXe siècle. Nouvelle série, no 9 (double), juin 1957, Vrai et faux réalisme dans l'art contemporain, 64p.